# Präfekturparlament Kyōto

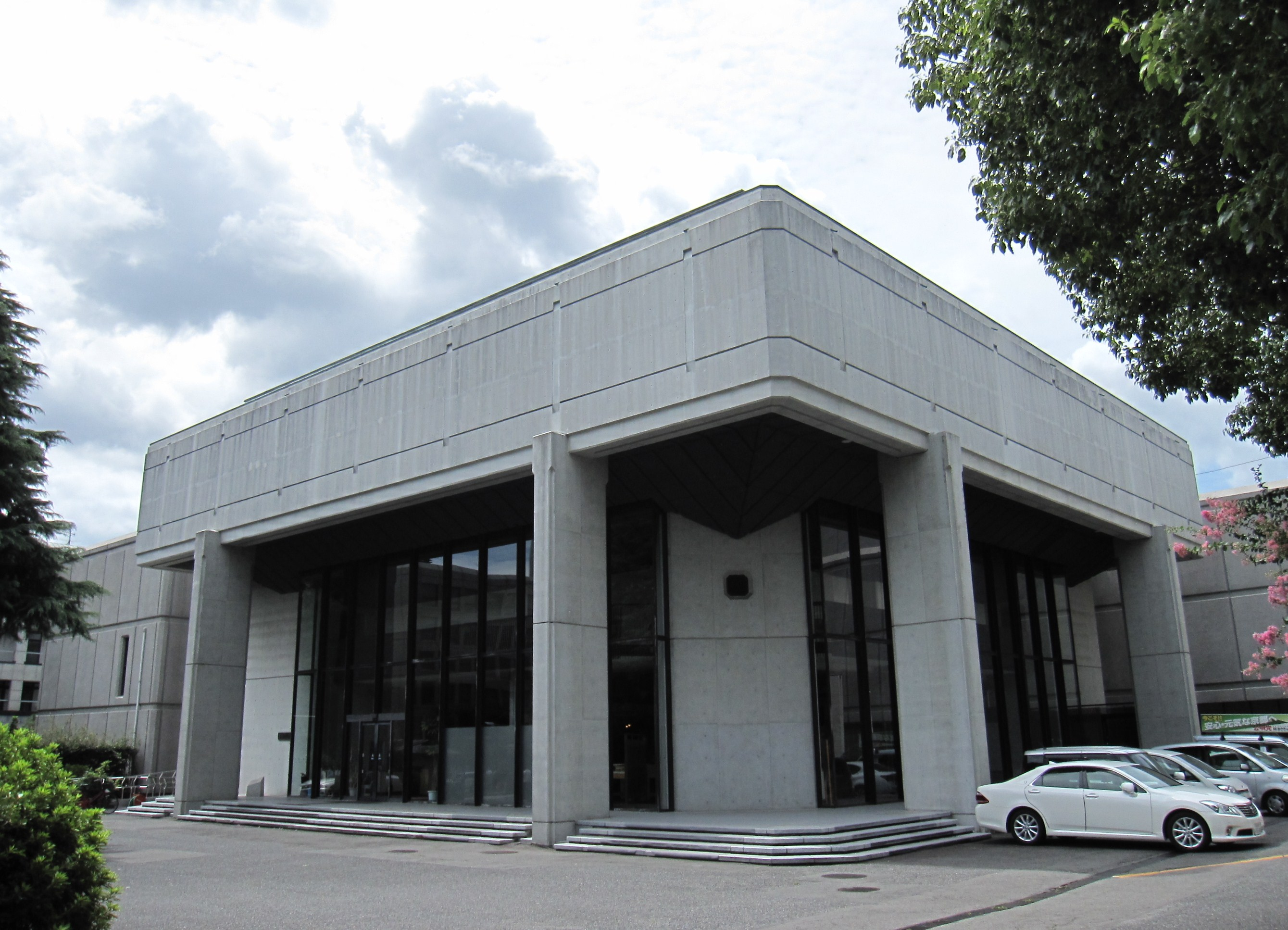
Das heutige Präfekturparlamentsgebäude

Das Präfekturparlament Kyōto (jap. 京都府議会 Kyōto-fugikai) ist das Parlament (gikai) der japanischen Präfektur (-fu) Kyōto. Wie alle Präfekturparlamente entscheidet es über den Haushalt, Satzungen und wichtige Personalnominierungen des Gouverneurs für die Präfekturverwaltung.
Wie die meisten Präfekturparlamente besteht das von Kyōto seit dem Dajōkan-Erlass über Präfekturparlamente von 1878, damals wie überall noch unter dem Namen fukai (府会, „Präfekturversammlung“); das erste Parlament mit 95 Mitgliedern kam erstmals im März 1879 im Gebäude der Mittelschule (entspricht etwa einer heutigen Oberschule) Kyōto zusammen. 1947 erhielt das Präfekturparlament mit dem Lokalselbstverwaltungsgesetz seine heutige, landeseinheitliche Grundlage; der Name fukai wurde in Kyōto aber erst 1956 endgültig analog zu anderen Präfekturparlamenten in fugikai geändert.
- KPJ: 9
- Fumin club („Präfekturbürgerklub“; mit KDP): 5
- DVP/Nippon Ishin no Kai: 13
- Kōmeitō: 5
- LDP: 28

Das Präfekturparlament von Kyōto hat derzeit 60 Mitglieder, die in 25 Wahlkreisen durch nicht übertragbare Einzelstimmgebung für vier Jahre gewählt werden. Der Wahlzyklus folgt (Stand: 2023) noch dem einheitlichen Regionalwahlzyklus von 1947. Die letzte Wahl erfolgte damit 2023; die Liberaldemokratische Partei (LDP) blieb mit 28 Sitzen stärkste Partei, die Kommunistische Partei Japans fiel in ihrer traditionellen Hochburg auf neun Sitze zurück; die im benachbarten Osaka beheimatete Ishin no kai zog mit neun Sitzen gleich und bildete wie gleichzeitig auch im Parlament der Stadt Kyōto anschließend eine gemeinsame Fraktion mit der Demokratischen Volkspartei.
Normalerweise gibt es vier reguläre Sitzungen (定例会 teireikai) pro Jahr, die im Februar (das Haushaltsjahr beginnt in Japan im April), Juni, September und Dezember einberufen werden. Weitere Sondersitzungen (臨時会 rinjikai) können von Gouverneur einberufen werden. 2019 gab es neben dem Geschäftsausschuss fünf ständige und sieben Sonderausschüsse einschließlich der Haushalts- und Rechnungsabschlussausschüsse, die regelmäßig (aber eben nicht ständig) tagen.
Seinen Sitz hat das Präfekturparlament mit einem eigenen Gebäude im Süden des Gebäudekomplexes der Präfekturverwaltung im Bezirk (-ku) Kamigyō der Stadt (-shi) Kyōto. Dort befindet sich auch die Präfekturparlamentsbibliothek Kyōto (京都府議会図書館 Kyōto fugikai toshokan).